# Brita Björkbom
Brita Björkbom, född  Rabenius 23 juli 1906 i Uppsala församling, Uppsala län, död 28 september 1969 i Västerleds församling, Bromma, Stockholm, var en svensk översättare.
Brita Björkbom avlade studentexamen i Djursholm 1924. Hon arbetade som biblioteksassistent vid Kungliga biblioteket i Stockholm, men deltidsanställdes senare som korrekturläsare och lektör på Norstedts förlag, vilket ledde till att hon kom att börja översätta från engelska och ( mindre utsträckning) från danska. Efter en handfull översättningar under 1940-talet gjorde sjukdom hennes översättningar fåtaliga fram till 1960-talet då hon åter blev verksam. Under sina sista år var hon anställd vid Kungliga Vetenskapsakademien och Mittag-Lefflerska stiftelsen och översatte då en del vetenskapliga artiklar.
Hon var dotter till statssekreteraren Lars Rabenius och hans hustru Daisy, född Bergstrand, och gifte sig 1928 med överbibliotekarien Carl Björkbom, med vilken hon fick fyra barn, bland andra Stina Eidem. Brita Björkbom är begravd på Bromma kyrkogård.

## Översättningar (i urval)[6]
- Lucy W. Bellhouse: Fem syskon på äventyr (The caravan children) (Norstedt, 1944)
- Edmund Hillary: Mot toppen (High adventure) (översatt tillsammans med Carl Björkbom) (Norstedt, 1956)
- Elizabeth Bowen: En tid i Rom (A time in Rome) (Norstedt, 1962)
- Cecil Day Lewis: Den begravda dagen (The buried day) (Norstedt, 1963)
- Mary Kelly: Blodsband (Due to a death) (Norstedt, 1964)